# رسوایی رمپارت

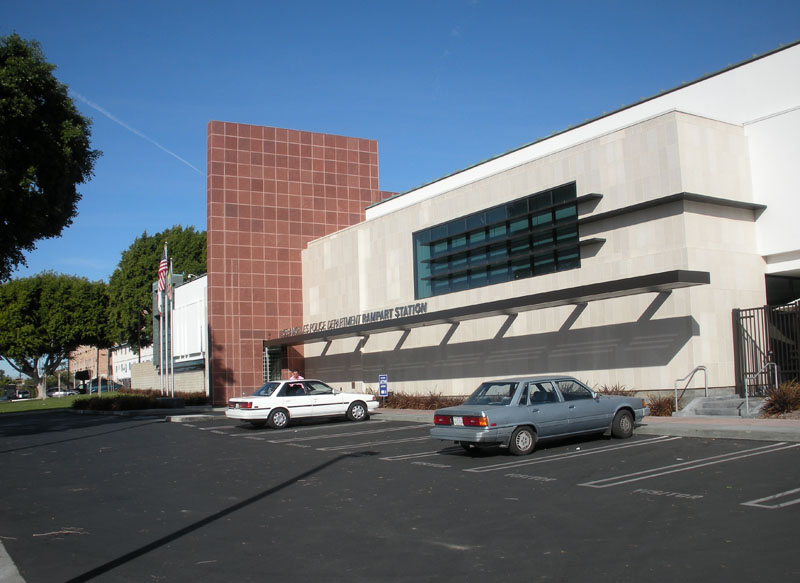
ایستگاه واحد ضد تبهکاری رمپارت در سال ۲۰۰۹

رسوایی رمپارت (انگلیسی: Rampart scandal) اشاره به فساد گسترده در واحد ضد تبهکاری خیابانی پلیس لس آنجلس (به انگلیسی: Community Resources Against Street Hoodlums) در آغاز دهه ۱۹۹۰ میلادی دارد. بیش از ۷۰ مأمور پلیس، مستقیم یا غیرمستقیم در تخلفات واحد ضد تبهکاری خیابانی (CRASH) همکاری داشته‌اند که این ماجرا را به یکی از بزرگترین تخلفات پلیس در تاریخ آمریکا مبدل ساخته است.
مهمترین تخلفات صورت گرفته در این ماجرا شلیک‌های بی جهت، کتک زدن بی جهت، دسیسه سازی، دزدی و فروش مواد مخدر، ساخت شواهد دروغین، دزدی از بانک، شهادت دروغ و نهفتن شواهد حقیقی بوده‌است.
افشای این رسوایی در پی اظهارات یک مأمور متخلف به نام رافائل پرز صورت پذیرفت و در جریان تحقیقات ۷۰ مأمور متخلف گرفتار شدند که در خصوص ۵۸ نفر شواهدی مبنی بر تخلف به دست آمد. در خصوص ۲۴ نفر نتیجه تحقیقات بر تبرئه آنان منتج گردید. ۱۲ کارمند از کار معلق شدند که ۷ نفر بازنشسته یا بازخرید و ۵ نفر اخراج شدند. در خصوص این پرونده نزدیک به ۱۴۰ پرونده قضایی تشکیل شد و هزینه‌ای بالغ بر ۱۲۵ میلیون دلار را به شهر لس آنجلس تحمیل نمود.